# Talófito
Los talófitos son organismos pluricelulares que no presentan tejidos ni el conjunto de órganos característico de las plantas vasculares, es decir, que no tienen tallos, raíces y hojas; se llama talo al cuerpo indiferenciado de esos organismos. No son un taxón (un grupo de la clasificación biológica) sino que constituyen un conjunto polifilético (que no proviene de un ancestro común inmediato, sino de varios) de organismos que tradicional y discutiblemente se describen como «plantas inferiores». En el pasado fueron tratados como una división del «Reino Vegetal», los Thalophyta (o Talobionta) que incluían hongos, algas, líquenes y de vez en cuando, los Myxomycophyta.
Se denominan a veces "plantas talosas", en oposición a las plantas vasculares. En el siglo XIX, Stephan Ladislaus Endlicher (botánico austríaco) dividió el Reino Vegetal (equivalente a la suma de los reinos Plantae, las plantas propiamente dichas, y Fungi, los hongos verdaderos, más una parte del reino Protista) en talófitos y cormófitos (plantas vasculares) en 1836. Las Cormophytas también son conocidas como Cormogenas según el sistema de Lindely.--> El término está obsoleto, porque no corresponde ni a un grupo de la clasificación taxonómica de los seres vivos, ni a un biotipo, correspondería a un «grado» evolutivo, un concepto de utilidad muy limitada una vez superada en la ciencia la noción teleológica de escala del ser.
Son talófitos algas (los autótrofos que no son plantas y se encuedran en el  reino de las protistas), los hongos (actualmente los hongos no son clasificados como plantas sino que constituyen un reino propio, denominado reino Fungi), los líquenes (asociaciones simbióticas de algas con hongos) y los briófitos. 
En los talofitos, la reproducción se verifica por simple disociación de las células del tallo, y también por esporas, o por conjugación, mediante gametos, iguales unas veces (isogamia) o desiguales (heterogamia), fijos o móviles, que pasan insensiblemente a la verdadera reproducción sexual. El órgano masculino diferenciado es el anteridio, y el femenino es el oogonio; el anteridio produce las anterozoides o células masculinas, y el oogonio origina la oosfera o célula femenina. 
- Datos: Q1317786